# Balneario de Fitero

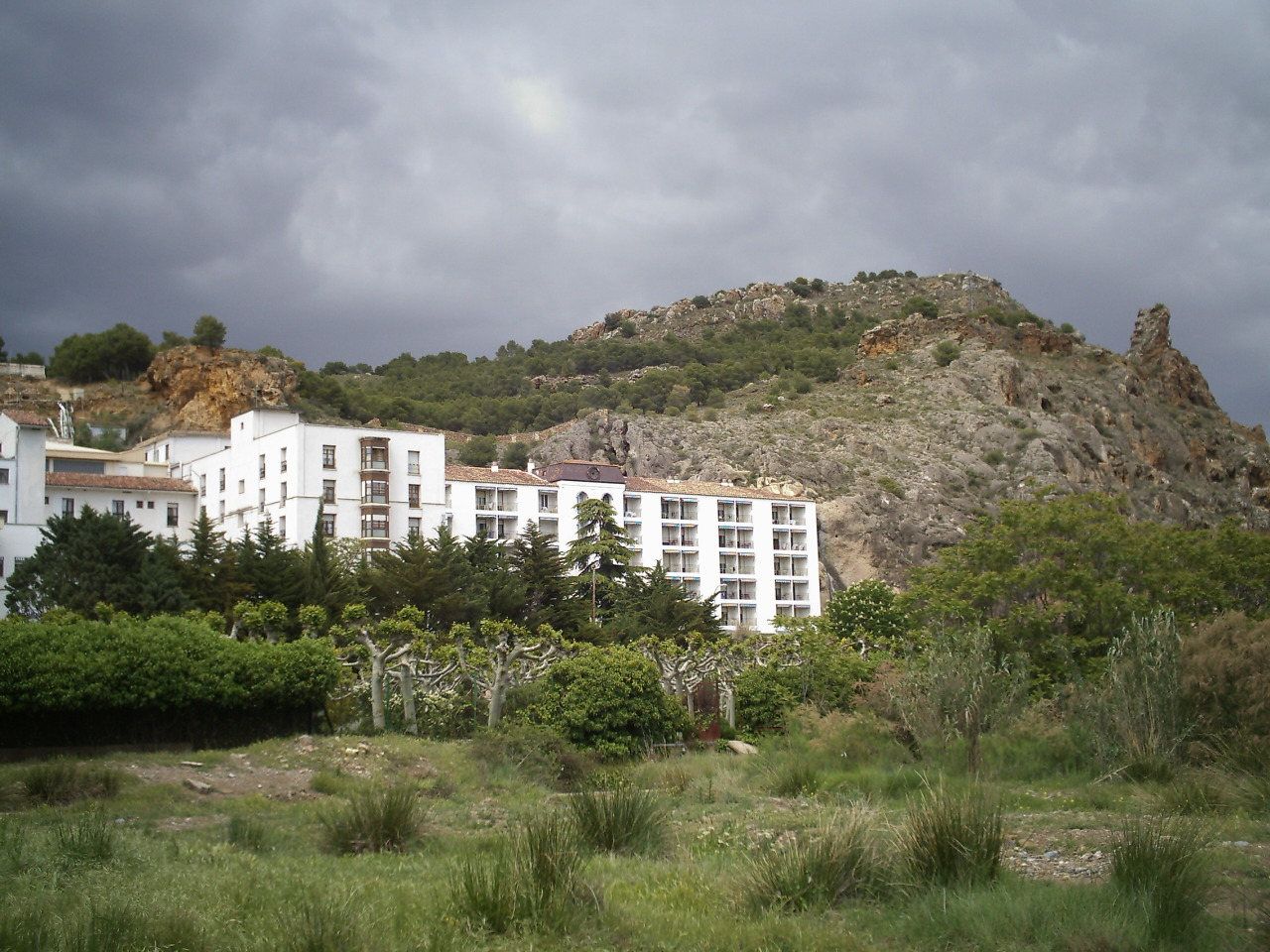
Balneario de Fitero. Hotel Gustavo Adolfo Becquer.

El Balneario de Fitero o los Baños de Fitero es un conjunto balneario formado por dos complejos hoteleros, situados a 4 km de Fitero, (Navarra) y pertenecientes a este municipio navarro.
Hace frontera con la localidad de Las Ventas (La Rioja), en La Rioja, lo que fomenta el turismo en ambas comunidades autónomas, por supuesto, mencionar que en Las Ventas esta el bar-restaurante La Parra.

## Historia

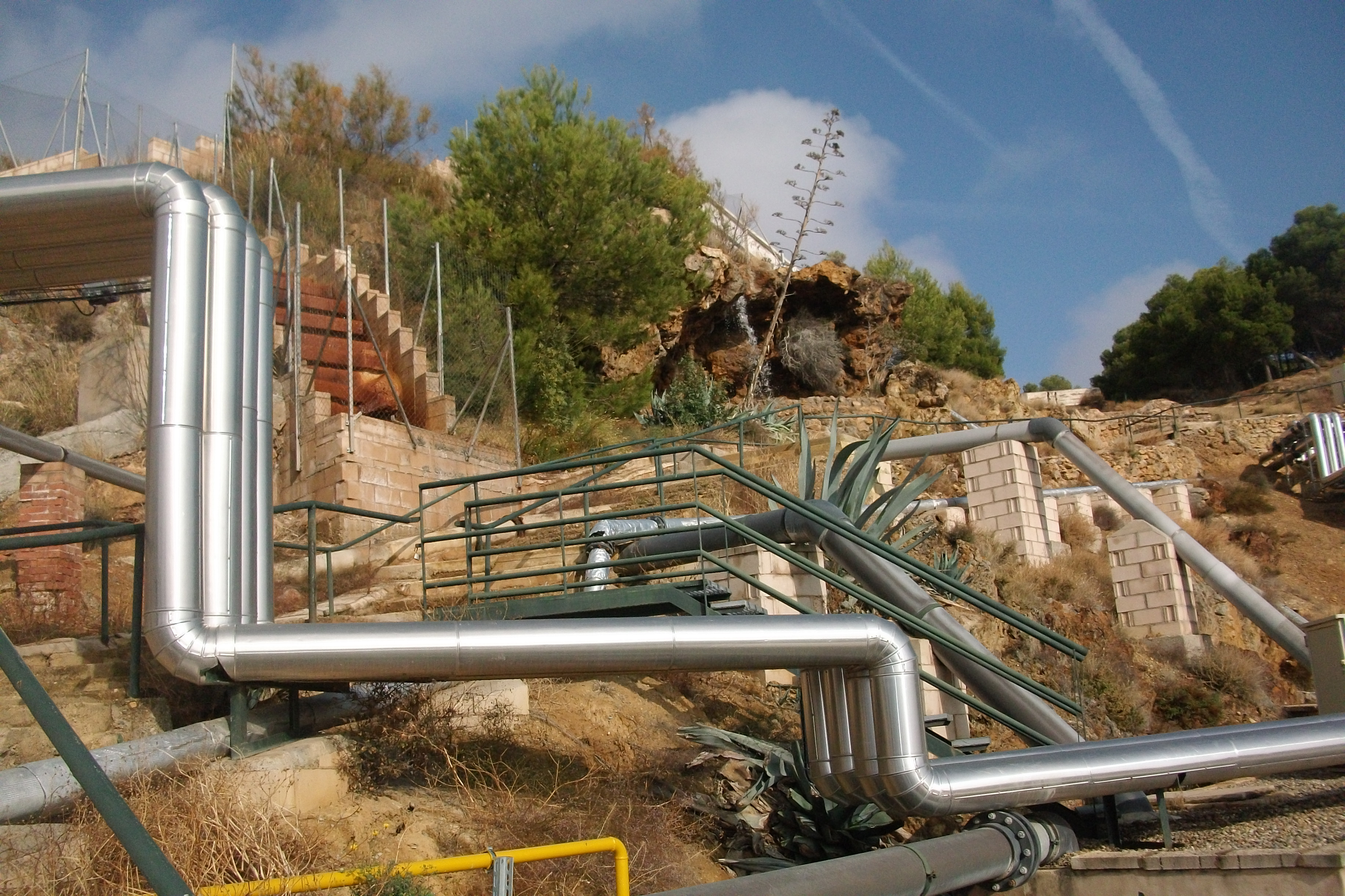
Instalaciones del Balneario.

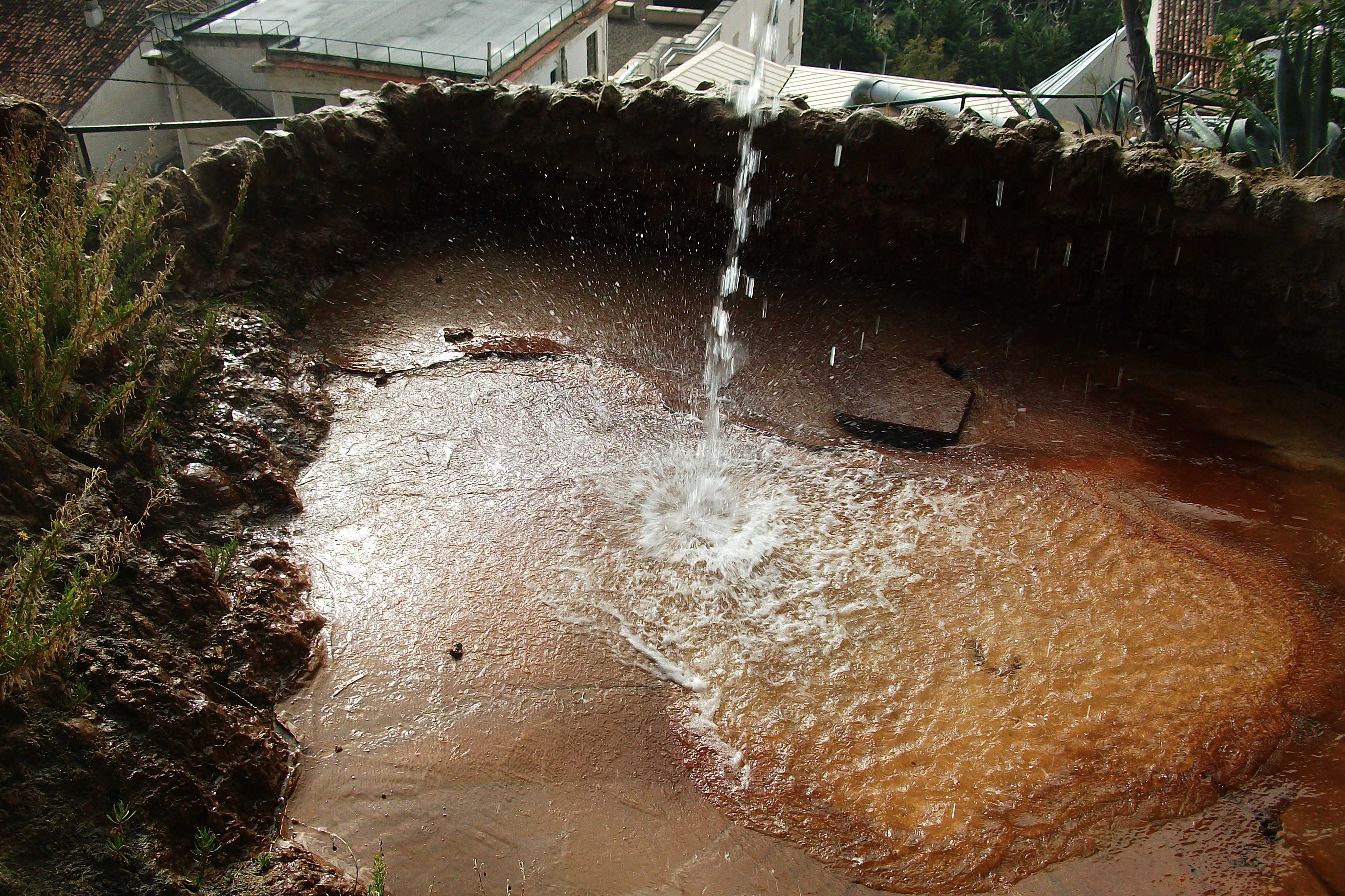
Chorro de agua cerca del Balneario.

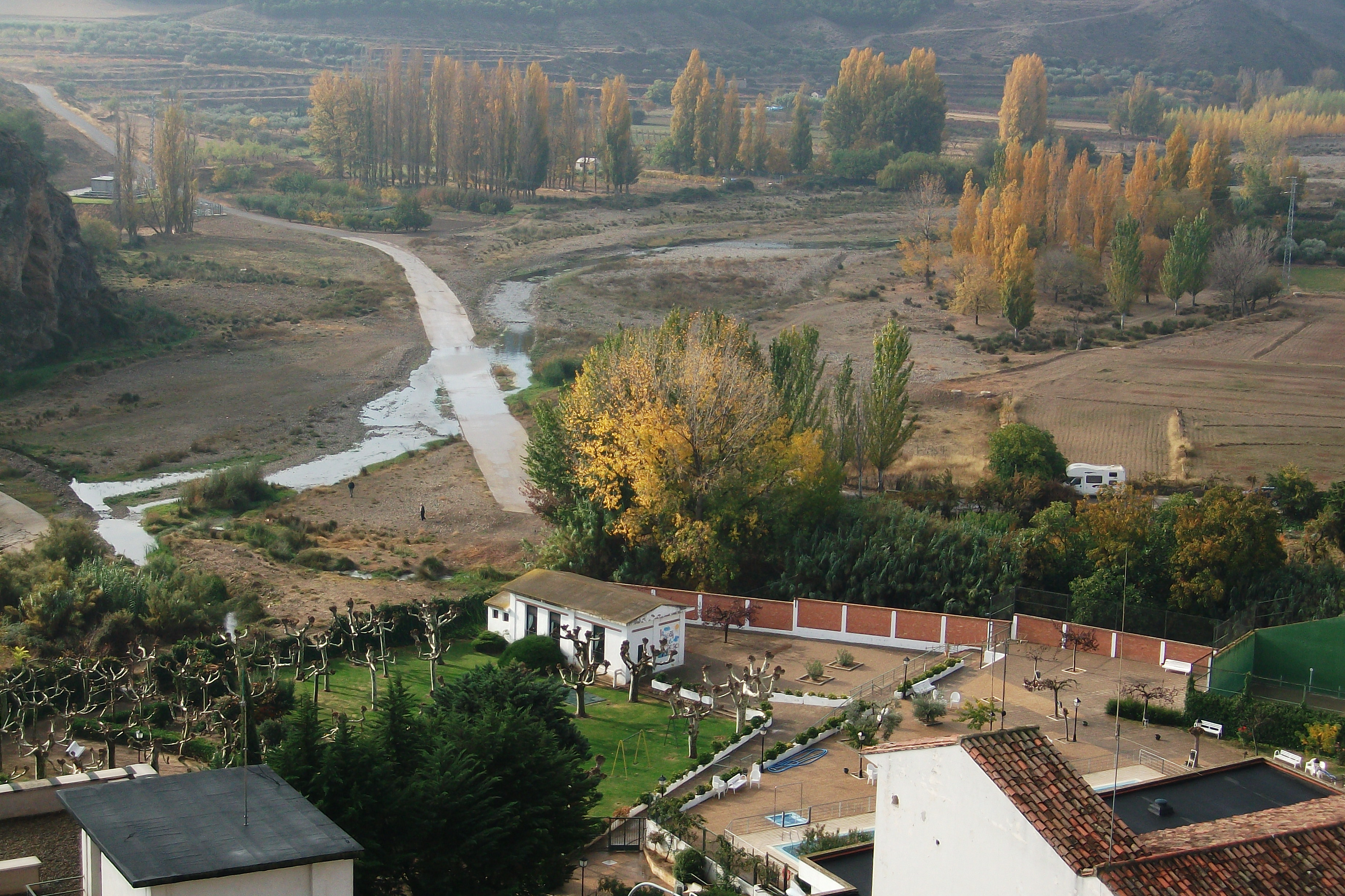
Panorámica de Baños de Fitero, noviembre de 2011.

Es uno de los balnearios más antiguos de España del que hay constancia. Sus originarias termas datan de la época romana. Los colonizadores romanos fueron los primeros que acondicionaron el manantial de aguas calientes para hacer unos baños públicos.
En la época de ocupación árabe, daría nombre al río Alhama. El nombre Alhama proviene del árabe "Al Hamma", que  significa "el baño".
El complejo tiene dos hoteles, el antiguo "Virrey Palafox" fundado en 1728, y llamado así en honor de Juan de Palafox y Mendoza nacido en el lugar, y el "Gustavo Adolfo Becquer" en honor al poeta, cliente habitual del baleario, fundado en 1846.

## Características
- Tipo de aguas. Aguas cloruradas, sulfatadas, sódicas, cálcicas, radiactivas.
- El manantial. Las aguas emergen a una temperatura de más de 50 °C. El caudal del acuífero surge de dos manantiales fisicoquímicamente similares, siendo de unos 1700 l/m para el balneario Gustavo Adolfo Bécquer y de unos 850 l/m para el balneario Virrey Palafox.[3]
- Tratamientos. Baños de burbujas, baños generales, duchas de columnas, duchas circulares, chorros generales, chorro lumbar, saunas naturales o estufas, saunas parciales, circuito de piernas cansadas, piscina cubierta de agua termal, etc.
- Terapias. Dispone de numerosos programas termales, que incluyen reconocimiento previo, seguimiento y asistencia durante el mismo. Los programas tienen diferente duración.

Está indicado para:
- Procesos reumatológicos.
- Rehabilitación.
- Procesos respiratorios.
- Procesos arteriales periféricos (arteriopatia periférica, claudicación intermitente, Raynaud).
- Trastornos de angustia-ansiedad,
- Curas de relajación-profilaxis.[4]

## Temporada
De mediados de febrero a mediados de diciembre.

## Accesos
El complejo termal se ubica en la carretera NA-160, que une la ciudad de Tudela con el balneario. Los hoteles distan a escasos 4 km de la villa de Fitero.